# جایزه اسکار بهترین فیلم‌نامه اقتباسی
جایزه اسکار بهترین فیلم‌نامه اقتباسی یکی از جوایز آکادمی اسکار است که هر سال به نویسنده فیلم‌نامه‌ای مقتبس از منبعی دیگر مانند رمان، نمایشنامه و غیره اهدا می‌گردد.

## برندگان و نامزدها

### دهه ۱۹۲۰
| سال                      | فیلم              | فیلم‌نامه‌نویس(ها)                                                                                     | اقتباس شده از |
| ------------------------ | ----------------- | --- | ------------- |
| ۱۹۲۷/۲۸ (۱ام)            |                   | |               |
| سیر در عرش               | بنجامین گلازر     | نمایش‌نامه Seventh Heaven اثر آستین استرانگ                                                           |               |
| Glorious Betsy           | آنتونی کولدوی     | نمایش‌نامه Glorious Betsy اثر Rida Johnson Young                                                      |               |
| خواننده جاز              | آلفرد ای. کوهن    | نمایش‌نامه یوم‌کیپور اثر سامسون رافیلسون                                                               |               |
| ۱۹۲۸/۲۹ (۲ام)            |                   | |               |
| میهن‌پرست                 | هانس کرالی        | Ashley Dukes' ترجمه نمایش‌نامه Der Patriot اثر Alfred Neumann داستان "Paul I" اثر Dmitry Merezhkovsky |               |
| The Cop                  | الیوت جی. کلاوسون | — (اصلی)                                                                                             |               |
| در آریزونای قدیم         | تام بری           | داستان "The Caballero's Way" اثر او. هنری                                                            |               |
| The Last of Mrs. Cheyney | هانس کرالی        | نمایش‌نامه The Last of Mrs. Cheyney اثر Frederick Lonsdale                                            |               |
| The Leatherneck          | الیوت جی. کلاوسون | — (اصلی)                                                                                             |               |
| Our Dancing Daughters    | جوزفین لاوت       | — (اصلی)                                                                                             |               |
| Sal of Singapore         | الیوت جی. کلاوسون | داستان "The Sentimentalists" اثر Dale Collins                                                        |               |
| Skyscraper               | الیوت جی. کلاوسون | داستان اثر Dudley Murphy                                                                             |               |
| دلیر                     | تام بری           | نمایش‌نامه The Valiant اثر Halworthy Hall و Robert Middlemass                                         |               |
| A Woman of Affairs       | بس مردیت          | رمان The Green Hat اثر مایکل آرلن                                                                    |               |
| Wonder of Women          | بس مردیت          | رمان Die Frau des Steffen Tromholt اثر Hermann Sudermann                                             |               |

### دهه ۱۹۳۰
| سال                                     | فیلم | فیلم‌نامه‌نویس(ها)                                                            | اقتباس شده از |
| --------------------------------------- | --- | --------------------------------------------------------------------------- | ------------- |
| ۱۹۲۹/۳۰ (۳ام)                           | |                                                                             |               |
| خانه بزرگ                               | فرانسیس ماریون | – (اصلی)                                                                    |               |
| در جبهه غرب خبری نیست                   | مکسول اندرسون (اقتباس/دیالوگ) جورج ابوت (فیلم‌نامه) دل اندروز (اقتباس)                                                          | رمان در جبهه غرب خبری نیست اثر اریش ماریا رمارک                             |               |
| دیزرائیلی                               | جولین جوزفسون | نمایش‌نامه دیزرائیلی اثر Louis N. Parker                                     |               |
| زن مطلقه                                | جان میئن | رمان Ex-Wife اثر Ursula Parrott                                             |               |
| Street of Chance                        | هاوارد استابروک | داستان اثر Oliver H. P. Garrett                                             |               |
| ۱۹۳۰/۳۱ (۴ام)                           | |                                                                             |               |
| سیمارون                                 | هاوارد استابروک | رمان سیمارون اثر ادنا فربر                                                  |               |
| The Criminal Code                       | ستون ای. میلر فرد نیبلو جونیور                                                                                                 | نمایش‌نامه The Criminal Code اثر مارتین فلاوین                               |               |
| تعطیلات                                 | هوراس جکسون | نمایش‌نامه تعطیلات اثر فیلیپ بری                                             |               |
| سزار کوچک                               | فرانسیس ادوارد فاراگو (screen version/dialogue) رابرت ان. لی (continuity)                                                      | رمان سزار کوچک اثر دابلیو. آر. برونت                                        |               |
| اسکیپی                                  | جوزف ال. منکیه‌ویچ سَـم مینتز | Skippy اثر Percy Crosby                                                     |               |
| ۱۹۳۱/۳۲ (۵ام)                           | |                                                                             |               |
| دختر بد                                 | ادوین جی. برک | رمان دختر بد اثر وینا دلمار نمایش‌نامه دختر بد اثر وینا دلمار                |               |
| ارواسمیت                                | سیدنی هاوارد | رمان ارواسمیت اثر سینکلر لوئیس                                              |               |
| دکتر جکیل و آقای هاید                   | پرسی هیت ساموئل هافنشتاین | رمان مورد غیرعادی دکتر جکیل و آقای هاید اثر رابرت لویی استیونسن             |               |
| ۱۹۳۲/۳۳ (۶ام)                           | |                                                                             |               |
| زنان کوچک                               | ویکتور هیرمن سارا میسون | رمان زنان کوچک اثر لوییزا می الکات                                          |               |
| خانمی برای یک روز                       | رابرت ریسکین | داستان "Madame la Gimp" اثر دیمون رانیون                                    |               |
| State Fair                              | پل گرین سونیا لویان | رمان State Fair اثر Phil Stong                                              |               |
| ۱۹۳۴ (۷ام)                              | |                                                                             |               |
| در یک شب اتفاق افتاد                    | رابرت ریسکین | داستان "Night Bus" اثر ساموئل هاپکینز آدامز                                 |               |
| مرد لاغر                                | آلبرت هکت فرنسیس گودریچ | رمان The Thin Man اثر دشیل همت                                              |               |
| زنده‌باد ویا!                            | بن هکت | کتابزنده‌باد ویا! اثر Edgecumb Pinchon و O. B. Stade                         |               |
| ۱۹۳۵ (۸ام)                              | |                                                                             |               |
| خبرچین                                  | دادلی نیکولز (declined) | رمان خبرچین اثر لیام اوفلاهرتی                                              |               |
| زندگی بنگال لانسر                       | والدمار یونگ (فیلم‌نامه) جان ال. بالدرستون (فیلم‌نامه) احمد عبدالله (فیلم‌نامه) گروور جونز (اقتباس) ویلیام اسلاونس مک‌نات (اقتباس) | رمان زندگی بنگال لانسر اثر Francis Yeats-Brown                              |               |
| شورش در بونتی                           | تالبوت جنینگز جولز فورتمن کری ویلسون                                                                                           | رمان شورش در بونتی اثر Charles Nordhoff و James Norman Hall                 |               |
| کاپیتان بلاد (write-in candidate) (3rd) | کیسی رابینسون | رمان کاپیتان بلاد اثر رافائل ساباتینی                                       |               |
| ۱۹۳۶ (۹ام)                              | |                                                                             |               |
| داستان لوئی پاستور                      | پیر کولینگز شریدن گیبنی | – (اصلی)                                                                    |               |
| به دنبال مرد لاغر                       | فرنسیس گودریچ آلبرت هکت | داستان اثر دشیل همت                                                         |               |
| دادزوورث                                | سیدنی هاوارد | نمایش‌نامه دادزوورث اثر سیدنی هاوارد، بر پایه رمان دادزوورث اثر سینکلر لوئیس |               |
| آقای دیدز به شهر می‌رود                  | رابرت ریسکین | داستان "Opera Hat" اثر Clarence Budington Kelland                           |               |
| مرد من گادفری                           | موری ریسکند اریک اس. هاتچ | داستان "1101 Park Avenue" اثر Eric Hatch                                    |               |
| ۱۹۳۷ (۱۰ام)                             | |                                                                             |               |
| زندگی امیل زولا                         | هاینز هرالد گزا هرزگ نورمن ریلی رین                                                                                            | کتاب Zola and His Time اثر Matthew Josephson                                |               |
| حقیقت تلخ                               | وینا دلمار | نمایش‌نامه The Awful Truth اثر Arthur Richman                                |               |
| ناخداهای دلیر                           | مارک کانلی جان لی ماهین دیل فناوری                                                                                             | رمان Captains Courageous اثر رودیارد کیپلینگ                                |               |
| در صحنه                                 | موری ریسکند آنتونی ویلر | نمایش‌نامه Stage Door اثر ادنا فربر و جرج اس. کافمن                          |               |
| ستاره‌ای متولد شده‌است                    | دوروتی پارکر Alan Campbell Robert Carson                                                                                       | داستان اثر ویلیام ولمن و Robert Carson                                      |               |
| ۱۹۳۸ (۱۱ام)                             | |                                                                             |               |
| پیگمالیون                               | ایان دالریمپل سیسیل آرتور لوئیس (سناریو) دابلیو. پی. لیپسکم (سناریو) جرج برنارد شاو (سناریو و دیالوگ)                          | نمایش‌نامه پیگمالیون اثر جرج برنارد شاو                                      |               |
| شهرک پسرها                              | جان میئن دور شری | داستان اثر دور شری و Eleanore Griffin                                       |               |
| دژ                                      | ایان دالریمپل فرانک وید الیزابت هیل                                                                                            | رمان دژ اثر آرچیبالد جوزف کرونین                                            |               |
| چهار دختر                               | لنور کافی جولیوس جی. اپستاین                                                                                                   | رمان Sister Act اثر Fannie Hurst                                            |               |
| نمی‌توانی این را با خودت ببری            | رابرت ریسکین | نمایش‌نامه نمی‌توانی این را با خودت ببری اثر جرج اس. کافمن و ماس هارت         |               |
| ۱۹۳۹ (۱۲ام)                             | |                                                                             |               |
| بر باد رفته                             | سیدنی هاوارد (posthumous win)                                                                                                  | رمان بر باد رفته اثر مارگارت میچل                                           |               |
| خداحافظ، آقای چیپس                      | رابرت سدریک شریف کلودین وست Eric Maschwitz                                                                                     | رمان خداحافظ آقای چیپس اثر جیمز هیلتون                                      |               |
| آقای اسمیت به واشینگتن می‌رود            | سیدنی باکمن | داستان اثر Lewis R. Foster                                                  |               |
| نینوتچکا                                | چارلز براکت بیلی وایلدر والتر رایش                                                                                             | داستان اثر ملخیور لنجل                                                      |               |
| بلندی‌های بادگیر                         | چارلز مک‌آرتور بن هکت | رمان بلندی‌های بادگیر اثر امیلی برونته                                       |               |

### دهه ۱۹۴۰
| سال                       | فیلم                                                      | فیلم‌نامه‌نویس(ها) | اقتباس شده از |
| ------------------------- | --------------------------------------------------------- | --- | ------------- |
| ۱۹۴۰ (۱۳ام)               |                                                           | |               |
| داستان فیلادلفیا          | دونالد اوگدن استوارت                                      | نمایش‌نامه داستان فیلادلفیا اثر فیلیپ بری |               |
| خوشه‌های خشم               | نانالی جانسون                                             | رمان خوشه‌های خشم اثر جان استاینبک |               |
| کیتی فویل                 | دالتون ترامبو                                             | رمان کیتی فویل اثر Christopher Morley |               |
| سفر دریایی طولانی به خانه | دادلی نیکولز                                              | نمایش‌نامه کوتاه The Moon of the Caribees, اثر یوجین اونیل داستان کوتاه In the Zone اثر یوجین اونیل نمایش‌نامه کوتاه Bound East for Cardiff اثر یوجین اونیل نمایش‌نامه کوتاه The Long Voyage Home اثر یوجین اونیل |               |
| ربه‌کا                     | رابرت ای شروود جوآن هریسون                                | رمان ربه‌کا اثر دافنه دوموریه |               |
| ۱۹۴۱ (۱۴ام)               |                                                           | |               |
| آقای جردن وارد می‌شود      | سیدنی باکمن ستون ای. میلر                                 | نمایش‌نامه Heaven Can Wait اثر Harry Segall |               |
| جلوی سحر را بگیرید        | چارلز براکت بیلی وایلدر                                   | داستان "Memo to a Movie Producer" اثر Ketti Frings |               |
| دره من چه سرسبز بود       | Philip Dunne                                              | رمان دره من چه سرسبز بود اثر Richard Llewellyn |               |
| روباه‌های کوچک             | لیلیان هلمن                                               | نمایش‌نامه روباه‌های کوچک اثر لیلیان هلمن |               |
| شاهین مالت                | جان هیوستون                                               | رمان شاهین مالت اثر دشیل همت\|- |               |
| ۱۹۴۲ (۱۵ام)               |                                                           | |               |
| خانم مینی‌ور               | جرج فروشل جیمز هیلتون Claudine West آرتور ویمپریس         | The character خانم مینی‌ور، from the newspaper columns اثر Jan Struther |               |
| مدار ۴۹ درجه              | Rodney Ackland امریک پرسبرگر                              | داستان اثر امریک پرسبرگر |               |
| غرور یانکی‌ها              | هرمن جی. منکه‌ویچ Jo Swerling                              | داستان اثر Paul Gallico |               |
| برداشت محصول تصادفی       | جرج فروشل Claudine West آرتور ویمپریس                     | رمان برداشت محصول تصادفی اثر جیمز هیلتون |               |
| The Talk of the Town      | سیدنی باکمن ایروین شاو                                    | داستان اثر Sidney Harmon |               |
| ۱۹۴۳ (۱۶ام)               |                                                           | |               |
| کازابلانکا                | فیلیپ جی. اپستاین جولیوس جی. اپستاین هاوارد ئی کخ         | نمایش‌نامه Everybody Comes to Rick's اثر Murray Burnett و Joan Alison |               |
| Holy Matrimony            | نانالی جانسون                                             | رمان Buried Alive اثر Arnold Bennett |               |
| هرچه بیشتر، خوشحال‌تر      | Richard Flournoy Lewis R. Foster فرانک راس Robert Russell | داستان اثر Frank Ross و Robert Russell |               |
| آوای برنادت               | جرج سیتون                                                 | رمان آوای برنادتاث فرانتس ورفل |               |
| تماشای راین               | دشیل همت                                                  | نمایش‌نامه تماشای راین اثر لیلیان هلمن |               |
| ۱۹۴۴ (۱۷ام)               |                                                           | |               |
| به راه خود می‌روم          | فرانک باتلر Frank Cavett                                  | داستان اثر لئو مک‌کری |               |
| غرامت مضاعف               | بیلی وایلدر ریموند چندلر                                  | رمان Double Indemnity in Three of a Kind اثر جیمز کین |               |
| چراغ گاز                  | جان فن دروتن والتر رایش جان ال. بالدرستون                 | نمایش‌نامه Angel Street اثر Patrick Hamilton |               |
| لورا                      | Jay Dratler ساموئل هافنشتاین Betty Reinhardt              | رمان لورا اثر ورا کسپری |               |
| مرا در سن لویی ملاقات کن  | Irving Brecher Fred F. Finklehoffe                        | رمان Meet Me in St. Louis اثر Sally Benson |               |
| ۱۹۴۵ (۱۸ام)               |                                                           | |               |
| تعطیلی ازدست‌رفته          | چارلز براکت بیلی وایلدر                                   | رمان تعطیلی ازدست‌رفته اثر Charles R. Jackson |               |
| میلدرد پیرس               | رونالد مک‌دوگال                                            | رمان میلدرد پیرس اثر جیمز کین |               |
| Pride of the Marines      | Albert Maltz                                              | کتاب Al Schmid, Marine اثر Roger Butterfield |               |
| سرگذشت سرباز جو           | Leopold Atlas Guy Endore Philip Stevenson                 | کتاب Brave Men اثر ارنی پیل کتاب Here Is Your War اثر ارنی پیل |               |
| A Tree Grows in Brooklyn  | Frank Davis Tess Slesinger (posthumous nomination)        | رمان A Tree Grows in Brooklyn اثر بتی اسمیت |               |
| ۱۹۴۶ (۱۹ام)               |                                                           | |               |
| بهترین سال‌های زندگی ما    | رابرت ای شروود                                            | رمان بهترین سال‌های زندگی ما اثر مک‌کینلی کانتر |               |
| Anna and the King of Siam | Sally Benson تالبوت جنینگز                                | رمان Anna and the King of Siam اثر Margaret Landon |               |
| برخورد کوتاه              | آنتونی هاولوک-آلن دیوید لین رونالد نیم                    | نمایش‌نامه Still Life اثر نوئل کاوارد |               |
| آدمکش‌ها                   | آنتونی ویلر                                               | داستان کوتاه "The Killers" اثر ارنست همینگوی |               |
| رم، شهر بی‌دفاع            | سرجیو آمیدی فدریکو فلینی                                  | داستان اثر سرجیو آمیدی و Alberto Consiglio |               |
| ۱۹۴۷ (۲۰ام)               |                                                           | |               |
| معجزه در خیابان ۳۴ام      | جرج سیتون                                                 | داستان اثر والنیتن دیویس |               |
| Boomerang                 | Sally Benson تالبوت جنینگز                                | ریدرز دایجست article اثر Anthony Abbot |               |
| در خط آتش                 | John Paxton                                               | رمان The Brick Foxhole اثر ریچارد بروکس |               |
| قرارداد شرافتمندانه       | ماس هارت                                                  | رمان Gentleman's Agreement اثر Laura Z. Hobson |               |
| آرزوهای بزرگ              | دیوید لین رونالد نیم آنتونی هاولوک-آلن                    | رمان آرزوهای بزرگ اثر چارلز دیکنز |               |
| ۱۹۴۸ (۲۱ام)               |                                                           | |               |
| گنج‌های سیرا مادره         | جان هیوستون                                               | رمان گنج‌های سیرا مادره اثر ب. تراون |               |
| A Foreign Affair          | چارلز براکت بیلی وایلدر ریجارد ال. برین                   | داستان اثر David Shaw |               |
| جانی بلیندا               | Irma von Cube Allen Vincent                               | نمایش‌نامه Johnny Belinda اثر Elmer Blaney Harris |               |
| جستجو                     | ریچارد شوایتزر David Wechsler                             | – (اصلی) |               |
| گودال مار                 | Frank Partos Millen Brand                                 | رمان The Snake Pit اثر Mary Jane Ward |               |
| ۱۹۴۹ (۲۲ام)               |                                                           | |               |
| نامه‌ای به سه همسر         | جوزف ال. منکیه‌ویچ                                         | رمان نامه‌ای به سه همسر اثر John Klempner |               |
| تمام مردان شاه            | رابرت راسن                                                | رمان تمام مردان شاه اثر رابرت پن وارن |               |
| دزد دوچرخه                | چزاره زاواتینی                                            | رمان دزد دوچرخه اثر لوئیجی بارتولینی |               |
| قهرمان                    | کارل فورمن                                                | داستان کوتاه "قهرمان" اثر Ring Lardner |               |
| بت افتاده                 | گراهام گرین                                               | داستان کوتاه "بت افتاده" اثر گراهام گرین |               |

### دهه ۱۹۵۰
| سال                        | فیلم                                                              | فیلم‌نامه‌نویس(ها) | اقتباس شده از |
| -------------------------- | ----------------------------------------------------------------- | --- | ------------- |
| ۱۹۵۰ (۲۳ام)                |                                                                   | |               |
| همه چیز درباره ایو         | جوزف ال. منکیه‌ویچ                                                 | The short story " The Wisdom of Eve " اثر Mary Orr                                                                             |               |
| جنگل آسفالت                | بن مدو جان هیوستون                                                | رمان The Asphalt Jungle اثر دابلیو. آر. برونت                                                                                  |               |
| چشم و گوش بسته             | Albert Mannheimer                                                 | نمایش‌نامه Born Yesterday اثر گارسون کنین                                                                                       |               |
| پیکان شکسته                | Albert Maltz (front: Michael Blankfort)                           | رمان Blood Brother اثر Elliott Arnold                                                                                          |               |
| پدر عروس                   | فرنسیس گودریچ آلبرت هکت                                           | رمان پدر عروس اثر ادوارد استریتر                                                                                               |               |
| ۱۹۵۱ (۲۴ام)                |                                                                   | |               |
| A Place in the Sun         | Harry Brown Michael Wilson                                        | رمان تراژدی آمریکایی اثر تئودور درایزر نمایش‌نامه An American Tragedy اثر Patrick Kearney                                       |               |
| ملکه آفریقایی              | جیمز آگی جان هیوستون                                              | رمان ملکه آفریقایی اثر C. S. Forester                                                                                          |               |
| داستان بازرس               | Robert Wyler فیلیپ یوردان                                         | نمایش‌نامه داستان بازرس اثر سیدنی کینگزلی                                                                                       |               |
| لا روند                    | Jacques Natanson مکس افولس                                        | نمایش‌نامه چرخ فلک اثر آرتور شنیتسلر                                                                                            |               |
| اتوبوسی به نام هوس         | تنسی ویلیامز                                                      | نمایش‌نامه اتوبوسی به نام هوس اثر تنسی ویلیامز                                                                                  |               |
| ۱۹۵۲ (۲۵ام)                |                                                                   | |               |
| بد و زیبا                  | چارلز شنی                                                         | The story "Tribute to a Badman" اثر George Bradshaw                                                                            |               |
| ۵ انگشت                    | مایکل ویلسون                                                      | رمان Operation Cicero اثر L.C. Moyzisch                                                                                        |               |
| نیمروز                     | کارل فورمن                                                        | The story "ستاره حلبی (فیلم)" اثر John W. Cunningham                                                                           |               |
| مردی به لباس سفید          | John Dighton Roger MacDougall الکساندر ماکندریک                   | نمایش‌نامه The Man in the White Suit اثر Roger MacDougall                                                                       |               |
| مرد آرام                   | Frank S. Nugent                                                   | The story "Green Rushes" اثر Maurice Walsh                                                                                     |               |
| ۱۹۵۳ (۲۶ام)                |                                                                   | |               |
| از اینجا تا ابدیت          | دانیل تاردش                                                       | رمان از اینجا تا ابدیت اثر جیمز جونز                                                                                           |               |
| The Cruel Sea              | اریک امبلر                                                        | رمان The Cruel Sea اثر نیکلاس مونسرات                                                                                          |               |
| لیلی                       | Helen Deutsch                                                     | The story "لیلی" اثر Paul Gallico                                                                                              |               |
| تعطیلات در رم              | Ian McLellan Hunter John Dighton                                  | A story اثر دالتون ترامبو (front: Ian McLellan Hunter)                                                                         |               |
| Shane                      | ای بی گوتری جونیور                                                | رمان Shane اثر Jack Schaefer                                                                                                   |               |
| ۱۹۵۴ (۲۷ام)                |                                                                   | |               |
| دختر روستایی               | جرج سیتون                                                         | نمایش‌نامه The Country Girl اثر کلیفورد اودتس                                                                                   |               |
| شورش کین                   | Stanley Roberts                                                   | رمان شورش کین اثر هرمان ووک |               |
| پنجره پشتی                 | جان مایکل هی                                                      | The story "پنجره پشتی" اثر ویلیام آیریش                                                                                        |               |
| سابرینا                    | بیلی وایلدر ساموئل ای تیلور ارنست لمان                            | رمان Sabrina Fair اثر ساموئل ای تیلور                                                                                          |               |
| هفت عروس برای هفت برادر    | آلبرت هکت فرنسیس گودریچ Dorothy Kingsley                          | The story "تجاوز به زنان اهل سابین" اثر استیفن وینسنت بنت                                                                      |               |
| ۱۹۵۵ (۲۸ام)                |                                                                   | |               |
| مارتی                      | پدی چایفسکی                                                       | The teleplay Marty, written اثر پدی چایفسکی                                                                                    |               |
| روز بد در بلک راک          | میلارد کافمن                                                      | The short story "Bad Time at Honda" اثر Howard Breslin                                                                         |               |
| مدرسه اوباش و اراذل        | ریچارد بروکس                                                      | رمان Blackboard Jungle اثر اد مک‌بین                                                                                            |               |
| شرق بهشت                   | Paul Osborn                                                       | رمان East of Eden اثر جان استاینبک                                                                                             |               |
| دوستم داشته باش یا ترکم کن | Daniel Fuchs Isobel Lennart                                       | A story اثر Daniel Fuchs |               |
| ۱۹۵۶ (۲۹ام)                |                                                                   | |               |
| دور دنیا در هشتاد روز      | جان فارو سیدنی جوزف پرلمن جیمز پو                                 | رمان دور دنیا در هشتاد روز اثر ژول ورن                                                                                         |               |
| بیبی دال                   | تنسی ویلیامز                                                      | نمایش‌نامه کوتاه Twenty-seven Wagons Full of Cotton اثر تنسی ویلیامز نمایش‌نامه کوتاه The Unsatisfactory Supper اثر تنسی ویلیامز |               |
| Friendly Persuasion        | Michael Wilson (withdrawn from final ballot)                      | رمان The Friendly Persuasion اثر Jessamyn West                                                                                 |               |
| غول                        | فرد گویول Ivan Moffat                                             | رمان Giant اثر ادنا فربر |               |
| شور زندگی                  | نورمن کوروین                                                      | رمان Lust for Life اثر ایروینگ استون                                                                                           |               |
| ۱۹۵۷ (۳۰ام)                |                                                                   | |               |
| پل رودخانه کوای            | پیر بول کارل فورمن (front: پیر بول) مایکل ویلسون (front: پیر بول) | رمان The Bridge over the River Kwai اثر پیر بول                                                                                |               |
| آسمان می‌داند، آقای الیسون  | جان هیوستون جان لی ماهین                                          | رمان Heaven Knows, Mr. Allison اثر Charles Shaw                                                                                |               |
| پیتون پلیس                 | جان مایکل هی                                                      | رمان Peyton Place اثر Grace Metalious                                                                                          |               |
| سایونارا                   | Paul Osborn                                                       | رمان Sayonara اثر جیمز ای میچنر                                                                                                |               |
| ۱۲ مرد خشمگین              | رجینالد رز                                                        | The teleplay Twelve Angry Men, written اثر رجینالد رز                                                                          |               |
| ۱۹۵۸ (۳۱ام)                |                                                                   | |               |
| Gigi                       | آلن جی لرنر                                                       | رمانla ژی‌ژی اثر کولت |               |
| گربه روی شیروانی داغ       | ریچارد بروکس جیمز پو                                              | نمایش‌نامه گربه روی شیروانی داغ اثر تنسی ویلیامز                                                                                |               |
| The Horse's Mouth          | الک گینس                                                          | رمان The Horse's Mouth اثر Joyce Cary                                                                                          |               |
| می‌خواهم زنده بمانم!        | Nelson Gidding Don Mankiewicz                                     | Articles اثر Ed Montgomery Letters اثر Barbara Graham                                                                          |               |
| Separate Tables            | John Gay ترنس رتیگان                                              | نمایش‌نامه Separate Tables اثر ترنس رتیگان                                                                                      |               |
| ۱۹۵۹ (۳۲ام)                |                                                                   | |               |
| فرصتی برای پیشرفت          | Neil Paterson                                                     | رمان Room at the Top اثر John Braine                                                                                           |               |
| تشریح یک قتل               | Wendell Mayes                                                     | رمان Anatomy of a Murder اثر Robert Traver                                                                                     |               |
| بن هور                     | کارل تانبرگ                                                       | رمان بن هور by ژنرال لو والاس                                                                                                  |               |
| داستان راهبه               | رابرت اندرسون                                                     | رمان The Nun's Story اثر Kathryn Hulme                                                                                         |               |
| بعضی‌ها داغشو دوست دارن     | بیلی وایلدر آی ای ال دایموند                                      | A story suggested اثر Robert Thoeren و M. Logan                                                                                |               |

### دهه ۱۹۶۰
| سال                             | فیلم                                                                 | فیلم‌نامه‌نویس(ها)                                                                    | اقتباس شده از |
| ------------------------------- | -------------------------------------------------------------------- | ----------------------------------------------------------------------------------- | ------------- |
| ۱۹۶۰ (۳۳ام)                     |                                                                      |                                                                                     |               |
| المر گنتری                      | ریچارد بروکس                                                         | رمان المر گنتری اثر سینکلر لوئیس                                                    |               |
| میراث باد                       | ندریک یانگ (front: ندریک یانگ) هارولد جیکوب اسمیت                    | نمایش‌نامه Inherit the Wind اثر Jerome Lawrence و Robert Edwin Lee                   |               |
| Sons and Lovers                 | گاوین لمبرت تی. ئی. بی. کلارک                                        | رمان پسران و عشاق اثر دیوید هربرت لارنس                                             |               |
| کوچ‌نشین‌ها                       | Isobel Lennart                                                       | رمان The Sundowners اثر Jon Cleary                                                  |               |
| Tunes of Glory                  | James Kennaway                                                       | رمان Tunes of Glory اثر James Kennaway                                              |               |
| ۱۹۶۱ (۳۴ام)                     |                                                                      |                                                                                     |               |
| محاکمه در نورنبرگ               | ابی مان                                                              | The teleplay Judgment at Nuremberg, written اثر ابی مان                             |               |
| صبحانه در تیفانی                | George Axelrod                                                       | رمانla Breakfast at Tiffany's اثر ترومن کاپوتی                                      |               |
| توپ‌های ناوارون                  | کارل فورمن                                                           | رمان The Guns of Navarone اثر آلیستر مک‌لین                                          |               |
| بیلیاردباز                      | Sydney Carroll رابرت راسن                                            | رمان The Hustler اثر والتر تویس                                                     |               |
| داستان وست ساید                 | ارنست لمان                                                           | نمایش‌نامه داستان کناره غربی، کتاب اثر آرتور لاورنتز، lyrics اثر استفان سوندهایم     |               |
| ۱۹۶۲ (۳۵ام)                     |                                                                      |                                                                                     |               |
| کشتن مرغ مقلد                   | هورتون فوت                                                           | رمان کشتن مرغ مقلد اثر هارپر لی                                                     |               |
| دیوید و لیزا                    | Eleanor Perry                                                        | The story "Lisa and David" اثر Theodore Isaac Rubin                                 |               |
| Lawrence of Arabia              | رابرت بولت مایکل ویلسون (not on original ballot)                     | The writings of توماس ادوارد لورنس                                                  |               |
| لولیتا                          | ولادیمیر ناباکوف                                                     | رمان لولیتا اثر ولادیمیر ناباکوف                                                    |               |
| The Miracle Worker              | William Gibson                                                       | نمایش‌نامه The Miracle Worker اثر William Gibson                                     |               |
| ۱۹۶۳ (۳۶ام)                     |                                                                      |                                                                                     |               |
| Tom Jones                       | جان آزبرن                                                            | رمان تام جونز (رمان) اثر هنری فیلدینگ                                               |               |
| کاپیتان نیومن ام.دی.            | ریجارد ال. برین Henry Ephron Phoebe Ephron                           | رمان Captain Newman, M.D. اثر لئو روستن                                             |               |
| هاد                             | Irving Ravetch هریت فرانک جونیور                                     | رمان Horseman, Pass By اثر لاری مک‌مورتی                                             |               |
| زنبق‌های مزرعه                   | جیمز پو                                                              | رمان Lilies of the Field اثر William E. Barrett                                     |               |
| یکشنبه‌ها و سیبل                 | سرژ بورگینیون (scenario/dialogue) Antoine Tudal (scenario)           | رمان یکشنبه‌ها و سیبل اثر Bernard Eschassériaux                                      |               |
| ۱۹۶۴ (۳۷ام)                     |                                                                      |                                                                                     |               |
| بکیت                            | ادوارد آنهالت                                                        | نمایش‌نامه Becket اثر ژان آنوئیل                                                     |               |
| دکتر استرنجلاو                  | استنلی کوبریک Terry Southern Peter George                            | رمان Red Alert اثر Peter George                                                     |               |
| Mary Poppins                    | بیل والش دان دگرادی                                                  | The Mary Poppins series اثر P. L. Travers                                           |               |
| بانوی زیبای من                  | آلن جی لرنر                                                          | نمایش‌نامه My Fair Lady، کتاب اثر آلن جی لرنر نمایش‌نامه Pygmalion اثر جرج برنارد شاو |               |
| زوربای یونانی                   | مایکل کاکویانیس                                                      | رمان زوربای یونانی اثر نیکوس کازانتزاکیس                                            |               |
| ۱۹۶۵ (۳۸ام)                     |                                                                      |                                                                                     |               |
| دکتر ژیواگو                     | Robert Bolt                                                          | رمان دکتر ژیواگو اثر بوریس پاسترناک                                                 |               |
| کت بالو                         | والتر نیومن فرانک پیرسون                                             | رمان The Ballad of Cat Ballou اثر Roy Chanslor                                      |               |
| گردآورنده                       | Stanley Mann John Kohn                                               | رمان The Collector اثر جان فاولز                                                    |               |
| Ship of Fools                   | ابی مان                                                              | رمان Ship of Fools اثر کاترین آن پورتر                                              |               |
| هزاران دلقک                     | Herb Gardner                                                         | نمایش‌نامه A Thousand Clowns اثر Herb Gardner                                        |               |
| ۱۹۶۶ (۳۹ام)                     |                                                                      |                                                                                     |               |
| مردی برای تمام فصول             | Robert Bolt                                                          | نمایش‌نامه A Man for All Seasons اثر Robert Bolt                                     |               |
| Alfie                           | Bill Naughton                                                        | نمایش‌نامه Alfie اثر Bill Naughton                                                   |               |
| حرفه‌ای‌ها                        | ریچارد بروکس                                                         | رمان A Mule for the Marquesa اثر Frank O'Rourke                                     |               |
| روس‌ها می‌آیند، روس‌ها می‌آیند      | ویلیام رز                                                            | رمان Off-Islanders اثر Nathaniel Benchley                                           |               |
| Who's Afraid of Virginia Woolf? | ارنست لمان                                                           | نمایش‌نامه چه کسی از ویرجینیا وولف می‌ترسد؟ اثر ادوارد آلبی                           |               |
| ۱۹۶۷ (۴۰ام)                     |                                                                      |                                                                                     |               |
| In the Heat of the Night        | استرلینگ سیلیفنت                                                     | رمان In the Heat of the Night اثر John Ball                                         |               |
| لوک تسلی‌بخش                     | Donn Pearce Frank R. Pierson                                         | رمان Cool Hand Luke اثر Donn Pearce                                                 |               |
| فارغ‌التحصیل                     | کالدر ویلینگهام باک هنری                                             | رمان The Graduate اثر Charles Webb                                                  |               |
| In Cold Blood                   | ریچارد بروکس                                                         | رمان In Cold Blood اثر ترومن کاپوتی                                                 |               |
| Ulysses                         | Joseph Strick Fred Haines                                            | رمان Ulysses اثر جیمز جویس                                                          |               |
| ۱۹۶۸ (۴۱ام)                     |                                                                      |                                                                                     |               |
| شیر در زمستان                   | جیمز گولدمن                                                          | نمایش‌نامه The Lion in Winter اثر جیمز گولدمن                                        |               |
| The Odd Couple                  | نیل سایمون                                                           | نمایش‌نامه The Odd Couple اثر نیل سایمون                                             |               |
| Oliver!                         | Vernon Harris                                                        | The musical Oliver!، کتاب اثر Lionel Bart رمان الیور توئیست اثر چارلز دیکنز         |               |
| راشل، راشل                      | استیوارت استرن                                                       | رمان A Jest of God اثر Margaret Laurence                                            |               |
| Rosemary's Baby                 | رومن پولانسکی                                                        | رمان Rosemary's Baby اثر ایرا لوین                                                  |               |
| ۱۹۶۹ (۴۲ام)                     |                                                                      |                                                                                     |               |
| کابوی نیمه‌شب                    | والدو سالت                                                           | رمان Midnight Cowboy اثر James Leo Herlihy                                          |               |
| یک هزار روز از آن               | John Hale (writer) Bridget Boland (writer) Richard Sokolove (اقتباس) | نمایش‌نامه Anne of the Thousand Days اثر مکسول اندرسون                               |               |
| Goodbye, Columbus               | آرنولد شولمن                                                         | رمان خداحافظ کلومبوس اثر فیلیپ راث                                                  |               |
| مگر آن‌ها اسب‌ها را خلاص نمی‌کنند؟ | جیمز پو Robert E. Thompson                                           | رمان They Shoot Horses, Don't They? اثر هوراس مک‌کوی                                 |               |
| Z                               | خورخه سمپرون کوستا گاوراس                                            | رمان Z اثر Vassilis Vassilikos                                                      |               |

### دهه ۱۹۷۰
| سال                                | فیلم                                                  | فیلم‌نامه‌نویس(ها)                                                                                          | اقتباس شده از |
| ---------------------------------- | ----------------------------------------------------- | --- | ------------- |
| ۱۹۷۰ (۴۳ام)                        |                                                       | |               |
| مش                                 | رینگ لاردنر جونیور                                    | رمان MASH: A Novel About Three Army Doctors اثر Richard Hooker                                            |               |
| Airport                            | جرج سیتون                                             | رمان Airport اثر آرتور هیلی                                                                               |               |
| هیچ‌گاه برای پدرم آواز نخواندم      | رابرت اندرسون                                         | نمایش‌نامه هیچ‌گاه برای پدرم آواز نخواندم اثر رابرت اندرسون                                                 |               |
| عاشقان و دیگر غریبه‌ها              | جوسف بولونیا دیوید زلاگ گودمن رینی تیلور              | نمایش‌نامه Lovers and Other Strangers اثر جوسف بولونیا و رینی تیلور                                        |               |
| Women in Love                      | لری کریمر                                             | رمان زنان عاشق اثر دیوید هربرت لارنس                                                                      |               |
| ۱۹۷۱ (۴۴ام)                        |                                                       | |               |
| ارتباط فرانسوی                     | ارنست تایدیمن                                         | کتاب The French Connection: A True Account of Cops, Narcotics، و International Conspiracy اثر Robin Moore |               |
| A Clockwork Orange                 | استنلی کوبریک                                         | رمان پرتقال کوکی اثر آنتونی برجس                                                                          |               |
| The Conformist                     | برناردو برتولوچی                                      | رمان دنباله‌رو (رمان) اثر آلبرتو موراویا                                                                   |               |
| The Garden of the Finzi Continis   | Ugo Pirro Vittorio Bonicelli                          | رمان The Garden of the Finzi-Continis اثر Giorgio Bassani                                                 |               |
| آخرین نمایش فیلم                   | لاری مک‌مورتی پیتر بوگدانوویچ                          | رمان The Last Picture Show اثر لاری مک‌مورتی                                                               |               |
| ۱۹۷۲ (۴۵ام)                        |                                                       | |               |
| پدرخوانده                          | ماریو پوزو فرانسیس فورد کوپولا                        | رمان پدرخوانده اثر ماریو پوزو                                                                             |               |
| کاباره                             | Jay Presson Allen                                     | The musical Cabaret، کتاب اثر Joe Masteroff                                                               |               |
| The Emigrants                      | Bengt Forslund یان تروئل                              | رمان The Emigrants اثر Vilhelm Moberg رمان Unto a Good Land اثر Vilhelm Moberg                            |               |
| Pete 'n' Tillie                    | جولیوس جی. اپستاین                                    | The story "Witch's Milk" اثر Peter De Vries                                                               |               |
| Sounder                            | Lonne Elder III                                       | رمان ساندر اثر ویلیام اچ. آرمسترانگ                                                                       |               |
| ۱۹۷۳ (۴۶ام)                        |                                                       | |               |
| جن‌گیر                              | ویلیام پیتر بلتی                                      | رمان The Exorcist اثر ویلیام پیتر بلتی                                                                    |               |
| آخرین مأموریت                      | رابرت تاون                                            | رمان The Last Detail اثر Darryl Ponicsan                                                                  |               |
| The Paper Chase                    | جیمز بریجز                                            | رمان The Paper Chase اثر John Jay Osborn, Jr.                                                             |               |
| Paper Moon                         | آلوین سارجنت                                          | رمان Addie Pray اثر Joe David Brown                                                                       |               |
| سرپیکو                             | والدو سالت Norman Wexler                              | کتاب Serpico اثر Peter Maas                                                                               |               |
| ۱۹۷۴ (۴۷ام)                        |                                                       | |               |
| پدرخوانده: قسمت دوم                | فرانسیس فورد کوپولا ماریو پوزو                        | رمان پدرخوانده اثر ماریو پوزو                                                                             |               |
| کارآموزی دادی کراویتز              | لایونل چتویند (اقتباس) مردکای ریچلر (novel)           | رمان The Apprenticeship of Duddy Kravitz اثر مردکای ریچلر                                                 |               |
| Lenny                              | Julian Barry                                          | نمایش‌نامه Lenny اثر Julian Barry                                                                          |               |
| قتل در قطار سریع‌السیر شرق          | پل دن                                                 | رمان قتل در قطار سریع‌السیر شرق اثر آگاتا کریستی                                                           |               |
| فرانکنشتاین جوان                   | جین وایلدر مل بروکس                                   | رمان فرانکنشتاین اثر مری شلی                                                                              |               |
| ۱۹۷۵ (۴۸ام)                        |                                                       | |               |
| دیوانه از قفس پرید                 | بو گولدمن Laurence Hauben                             | رمان پرواز بر فراز آشیانه فاخته اثر کن کیسی                                                               |               |
| بری لیندون                         | استنلی کوبریک                                         | رمان شانس بری لیندون اثر ویلیام تاکری                                                                     |               |
| The Man Who Would Be King          | جان هیوستون Gladys Hill                               | The story "The Man Who Would Be King" اثر رودیارد کیپلینگ                                                 |               |
| بوی خوش زن                         | روجرو ماکاری دینو ریسی                                | رمان Il buio e il mare اثر Giovanni Arpino                                                                |               |
| پسران آفتاب                        | نیل سایمون                                            | نمایش‌نامه The Sunshine Boys اثر نیل سایمون                                                                |               |
| ۱۹۷۶ (۴۹ام)                        |                                                       | |               |
| همه مردان رئیس‌جمهور                | ویلیام گولدمن                                         | کتاب All the President's Men اثر کارل برنستین و باب وودوارد                                               |               |
| در راه افتخار                      | رابرت گتچل                                            | کتاب Bound for Glory اثر وودی گاتری                                                                       |               |
| کازانووای فلینی                    | فدریکو فلینی برناردینو زاپونی                         | The autobiography Histoire de ma vie اثر جاکومو کازانووا                                                  |               |
| The Seven-Per-Cent Solution        | نیکولاس مایر                                          | رمان The Seven-Per-Cent Solution اثر نیکولاس مایر                                                         |               |
| Voyage of the Damned               | David Butler Steve Shagan                             | کتاب Voyage of the Damned اثر Gordon Thomas; co-authored اثر Max Morgan Witts                             |               |
| ۱۹۷۷ (۵۰ام)                        |                                                       | |               |
| جولیا                              | آلوین سارجنت                                          | رمان Pentimento اثر لیلیان هلمن                                                                           |               |
| ستوران                             | پیتر شافر                                             | نمایش‌نامه اکوئوس اثر پیتر شافر                                                                            |               |
| I Never Promised You a Rose Garden | گاوین لمبرت لوئیس جان کارلینو                         | رمان I Never Promised You a Rose Garden اثر Hannah Greene                                                 |               |
| Oh, God!                           | لری گلبرت                                             | رمان Oh, God! اثر آوری کورمن                                                                              |               |
| میل مبهم هوس                       | لوئیس بونوئل (scenario) ژان-کلود کریر (collaboration) | رمان زن و بازیچه او اثر پیر لوئی                                                                          |               |
| ۱۹۷۸ (۵۱ام)                        |                                                       | |               |
| قطار سریع‌السیر نیمه‌شب              | الیور استون                                           | کتاب Midnight Express اثر Billy Hayes و William Hoffer                                                    |               |
| Bloodbrothers                      | والتر نیومن                                           | رمان Bloodbrothers اثر ریچارد پرایس                                                                       |               |
| California Suite                   | نیل سایمون                                            | نمایش‌نامه California Suite اثر نیل سایمون                                                                 |               |
| بهشت می‌تواند صبر کند               | الین می وارن بیتی                                     | نمایش‌نامه Heaven Can Wait اثر Harry Seagal                                                                |               |
| سال بعد، همین موقع                 | برنارد اسلید                                          | نمایش‌نامه Same Time, Next Year اثر برنارد اسلید                                                           |               |
| ۱۹۷۹ (۵۲ام)                        |                                                       | |               |
| کرامر علیه کرامر                   | رابرت بنتون                                           | رمان Kramer vs. Kramer اثر آوری کورمن                                                                     |               |
| اینک آخرالزمان                     | جان میلیوس فرانسیس فورد کوپولا                        | رمان دل تاریکی اثر جوزف کنراد                                                                             |               |
| قفسی برای دیوانگان                 | Marcello Danon ادوارد مولینارو ژان پوایه فرانسیس وبر  | نمایش‌نامه La Cage aux Folles اثر ژان پوایه                                                                |               |
| A Little Romance                   | الن برنز                                              | رمان E=MC2 mon amour اثر Patrick Cauvin                                                                   |               |
| نورما ری                           | هریت فرانک جونیور Irving Ravetch                      | کتاب Crystal Lee, a Woman of Inheritance اثر Hank Leiferman                                               |               |

### دهه ۱۹۸۰
| سال                                   | فیلم                                                        | فیلم‌نامه‌نویس(ها) | اقتباس شده از |
| ------------------------------------- | ----------------------------------------------------------- | --- | ------------- |
| ۱۹۸۰ (۵۳ام)                           |                                                             | |               |
| مردم معمولی                           | آلوین سارجنت                                                | رمان Ordinary People اثر Judith Guest |               |
| Breaker Morant                        | جاناتان هاردی David Stevens بروس برسفورد                    | نمایش‌نامه Breaker Morant اثر Kenneth G. Ross |               |
| دختر معدنچی زغال سنگ                  | Tom Rickman                                                 | کتاب Coal Miner's Daughter اثر لرتا لین و George Vecsey                                                                                           |               |
| مرد فیل‌نما                            | Christopher De Vore Eric Bergren دیوید لینچ                 | کتاب The Elephant Man and Other Reminiscences اثر Sir Frederick Treves کتاب The Elephant Man: A Study in Human Dignity اثر Ashley Montagu         |               |
| بدل‌کار                                | Lawrence B. Marcus (فیلم‌نامه) ریچارد راش (اقتباس)           | رمان The Stunt Man اثر Paul Brodeur |               |
| ۱۹۸۱ (۵۴ام)                           |                                                             | |               |
| روی گلدن پاند                         | ارنست تامپسون                                               | نمایش‌نامه On Golden Pond اثر ارنست تامپسون |               |
| زن ستوان فرانسوی                      | هارولد پینتر                                                | رمان The French Lieutenant's Woman اثر جان فاولز                                                                                                  |               |
| سکه‌هایی از بهشت                       | Dennis Potter                                               | سریال تلویزیونی Pennies from Heaven, اثر Dennis Potter                                                                                            |               |
| شاهزاده شهر                           | Jay Presson Allen سیدنی لومت                                | کتاب Prince of the City: The True Story of a Cop Who Knew Too Much اثر Robert Daley                                                               |               |
| رگتایم                                | Michael Weller                                              | رمان رگتایم اثر ای. ال. دکتروف |               |
| ۱۹۸۲ (۵۵ام)                           |                                                             | |               |
| گم‌شده                                 | کوستا گاوراس دانلد ئی. استیوارت                             | کتاب The Execution of Charles Horman: An American Sacrifice اثر Thomas Hauser                                                                     |               |
| داس بوت                               | ولفگانگ پترسن                                               | رمان Das Boot اثر لوتر-گونتر بوخهایم |               |
| انتخاب سوفی                           | آلن جی پاکولا                                               | رمان Sophie's Choice اثر ویلیام استیرن |               |
| حکم                                   | دیوید مامیت                                                 | رمان The Verdict اثر Barry Reed |               |
| ویکتور ویکتوریا                       | بلیک ادواردز                                                | فیلم Viktor und Viktoria, اثر رینهولد شونزل |               |
| ۱۹۸۳ (۵۶ام)                           |                                                             | |               |
| شرایط مهرورزی                         | جیمز ال. بروکس                                              | رمان Terms of Endearment اثر لاری مک‌مورتی |               |
| خیانت                                 | هارولد پینتر                                                | نمایش‌نامه Betrayal اثر هارولد پینتر |               |
| متصدی لباس                            | رونالد هاروود                                               | نمایش‌نامه The Dresser اثر رونالد هاروود |               |
| ریتای محصل                            | Willy Russell                                               | نمایش‌نامه Educating Rita اثر Willy Russell |               |
| روبن، روبن                            | جولیوس جی. اپستاین                                          | نمایش‌نامه Spoonford اثر هرمان شوملین |               |
| ۱۹۸۴ (۵۷ام)                           |                                                             | |               |
| آمادئوس                               | پیتر شافر                                                   | نمایش‌نامه آمادئوس اثر پیتر شافر |               |
| گری‌ستوک: افسانه تارزان، ارباب گوریل‌ها | رابرت تاون Michael Austin                                   | رمان Tarzan of the Apes اثر ادگار رایس باروز |               |
| میدان‌های کشتار                        | بروس رابینسون                                               | مقاله "The Death and Life of Dith Pran" اثر Sydney Schanberg                                                                                      |               |
| گذرگاهی به هند                        | دیوید لین                                                   | رمان گذری به هند اثر ادوارد مورگان فورستر |               |
| داستان یک سرباز                       | Charles Fuller                                              | نمایش‌نامه A Soldier's Play اثر Charles Fuller |               |
| ۱۹۸۵ (۵۸ام)                           |                                                             | |               |
| خارج از آفریقا                        | کرت لودکی                                                   | خاطره خارج از آفریقا اثر کارن بلیکسن کتاب Silence Will Speak اثر Errol Trzebinski کتاب Isak Dinesen: The Life of a Storyteller اثر Judith Thurman |               |
| رنگ ارغوانی                           | منو میس                                                     | رمان رنگ ارغوانی اثر آلیس واکر |               |
| بوسه زن عنکبوتی                       | Leonard Schrader                                            | رمان Kiss of the Spider Woman اثر مانوئل پوییگ |               |
| شرافت پریتزی                          | Richard Condon Janet Roach                                  | رمان Prizzi's Honor اثر Richard Condon |               |
| سفر به بانتی‌فول                       | هورتون فوت                                                  | نمایش‌نامه تلویزیونی The Trip to Bountiful, اثر هورتون فوت                                                                                         |               |
| ۱۹۸۶ (۵۹ام)                           |                                                             | |               |
| اتاقی با یک چشم‌انداز                  | روث پرآور جابوالا                                           | رمان اتاقی با منظره اثر ادوارد مورگان فورستر |               |
| فرزندان یک خدای کوچکتر                | Hesper Anderson Mark Medoff                                 | نمایش‌نامه Children of a Lesser God اثر Mark Medoff                                                                                                |               |
| رنگ پول                               | ریچارد پرایس                                                | رمان The Color of Money اثر والتر تویس |               |
| جنایت‌های دل                           | بث هنلی                                                     | نمایش‌نامه Crimes of the Heart اثر بث هنلی |               |
| کنار من بمان                          | Raynold Gideon Bruce A. Evans                               | رمان The Body اثر استیون کینگ |               |
| ۱۹۸۷ (۶۰ام)                           |                                                             | |               |
| آخرین امپراتور                        | برناردو برتولوچی مارک پپلو                                  | زندگی‌نامه From Emperor to Citizen: The Autobiography of Aisin-Gioro Pu Yi اثر پویی                                                                |               |
| مرگ                                   | Tony Huston                                                 | داستان کوتاه "مردگان" اثر جیمز جویس |               |
| جذابیت مرگبار                         | James Dearden                                               | نمایش‌نامه تلویزیونی Diversion, اثر James Dearden                                                                                                  |               |
| غلاف تمام‌فلزی                         | Gustav Hasford مایکل هر استنلی کوبریک                       | رمان The Short-Timers اثر Gustav Hasford |               |
| زندگی من مانند سگ                     | Brasse Brännström Per Berglund لاسه هالستروم Reidar Jönsson | رمان Mitt liv som hund اثر Reidar Jönsson |               |
| ۱۹۸۸ (۶۱ام)                           |                                                             | |               |
| روابط خطرناک                          | کریستوفر همپتون                                             | نمایش‌نامه Les Liaisons Dangereuses اثر کریستوفر همپتون از رمانی به همین نام اثر پیر-آمبرواز شودرلو دو لاکلو                                       |               |
| جهانگرد اتفاقی                        | Frank Galati لارنس کاسدان                                   | رمان The Accidental Tourist اثر آن تیلر |               |
| گوریل‌ها در مه                         | Anna Hamilton Phelan (داستان/فیلم‌نامه) Tab Murphy (داستان)  | مقاله اثر Harold T.P. Hayes |               |
| دوریت کوچک                            | Christine Edzard                                            | رمان دوریت کوچک اثر چارلز دیکنز |               |
| سبکی تحمل‌ناپذیر هستی                  | ژان-کلود کریر فیلیپ کافمن                                   | رمان سبکی تحمل‌ناپذیر هستی اثر میلان کوندرا |               |
| ۱۹۸۹ (۶۲ام)                           |                                                             | |               |
| رانندگی برای خانم دیزی                | آلفرد یوری                                                  | نمایش‌نامه Driving Miss Daisy اثر آلفرد یوری |               |
| متولد چهارم ژوئیه                     | Ron Kovic الیور استون                                       | کتاب Born on the Fourth of July اثر Ron Kovic |               |
| دشمنان، یک داستان عاشقانه             | پل مازورسکی Roger L. Simon                                  | رمان دشمنان، یک داستان عاشقانه اثر ایزاک بشویس سینگر                                                                                              |               |
| سرزمین رؤیاها                         | فیل آلدن رابینسون                                           | رمان Shoeless Joe اثر W. P. Kinsella |               |
| پای چپ من                             | Shane Connaughton جیم شریدان                                | کتاب My Left Foot اثر کریستی براون |               |

### دهه ۱۹۹۰
| سال                         | فیلم | فیلم‌نامه‌نویس(ها)                                                                                             | اقتباس شده از |
| --------------------------- | --- | --- | ------------- |
| ۱۹۹۰ (۶۳ام)                 | | |               |
| رقصنده با گرگ‌ها             | مایکل بلیک | رمان با گرگ‌ها می‌رقصد اثر مایکل بلیک                                                                          |               |
| بیداری‌ها                    | استیون زایلیان | کتاب Awakenings اثر الیور ساکس                                                                               |               |
| رفقای خوب                   | نیکولاس پیلگی مارتین اسکورسیزی | کتاب Wiseguy اثر نیکولاس پیلگی                                                                               |               |
| کلاهبرداران                 | دانلد ای وستلیک | رمان The Grifters اثر جیم تامپسون                                                                            |               |
| برگشت‌خوردن بخت              | Nicholas Kazan | کتاب Reversal of Fortune: Inside the von Bülow Case اثر الن درشویتس                                          |               |
| ۱۹۹۱ (۶۴ام)                 | | |               |
| سکوت بره‌ها                  | تد تلی | رمان سکوت بره‌ها اثر توماس هریس                                                                               |               |
| اروپا اروپا                 | آگنیشکا هولاند | کتاب I Was Hitler Youth Salomon اثر Solomon Perel                                                            |               |
| گوجه فرنگی سبز سرخ شده      | فنی فلگ کارول سوبیسکی (پس از مرگ) | رمان Fried Green Tomatoes at the Whistle Stop Cafe اثر فنی فلگ                                               |               |
| جی‌اف‌کی                      | الیور استون Zachary Sklar | کتاب Crossfire: The Plot That Killed Kennedy اثر Jim Marrs کتاب On the Trail of the Assassins اثر جیم گریسون |               |
| شاهزاده جزر و مد            | پت کانروی Becky Johnston | رمان شاهزاده جزر و مد اثر پت کانروی                                                                          |               |
| ۱۹۹۲ (۶۵ام)                 | | |               |
| هواردز اند                  | روث پرآور جابوالا | رمان هواردز اند اثر ادوارد مورگان فورستر                                                                     |               |
| آوریل افسون‌شده              | پیتر بارنز (نمایش‌نامه‌نویس) | رمان Enchanted April اثر Elizabeth von Arnim                                                                 |               |
| بازیگر                      | Michael Tolkin | رمان player اثر Michael Tolkin                                                                               |               |
| رودخانه‌ای از میان آن می‌گذرد | Richard Friedenberg | The short story "A River Runs Through It" اثر Norman Maclean                                                 |               |
| بوی خوش زن                  | بو گولدمن | رمان Il Buio E Il Miele اثر Giovanni Arpino The film بوی خوش زن, اثر روجرو ماکاری و دینو ریسی                |               |
| ۱۹۹۳ (۶۶ام)                 | | |               |
| فهرست شیندلر                | استیون زایلیان | رمان کشتی شیندلر اثر توماس کنیلی                                                                             |               |
| عصر معصومیت                 | جی کاکس مارتین اسکورسیزی | رمان عصر بی‌گناهی اثر ادیت وارتون                                                                             |               |
| به نام پدر                  | تری جرج جیم شریدان | کتاب Proved Innocent اثر Gerry Conlon                                                                        |               |
| بازمانده روز                | روث پرآور جابوالا | رمان بازمانده روز اثر کازو ایشی‌گورو                                                                          |               |
| Shadowlands                 | ویلیام نیکلسون | نمایش‌نامه Shadowlands اثر ویلیام نیکلسون                                                                     |               |
| ۱۹۹۴ (۶۷ام)                 | | |               |
| فارست گامپ                  | اریک روث | رمان Forrest Gump اثر وینستون گروم                                                                           |               |
| جنون شاه جرج                | الن بنت | نمایش‌نامه The Madness of George III اثر الن بنت                                                              |               |
| هیچ‌کس احمق نیست             | رابرت بنتون | رمان ریچارد روسو اثر ریچارد روسو                                                                             |               |
| مسابقه تلویزیونی            | پل آتاناسیو | کتاب Remembering America: A Voice from the Sixties اثر Richard N. Goodwin                                    |               |
| رستگاری در شاوشنک           | فرانک دارابونت | The short story "Rita Hayworth and Shawshank Redemption" اثر استیون کینگ                                     |               |
| ۱۹۹۵ ۶۸ام                   | | |               |
| عقل و احساس                 | اما تامسون | رمان عقل و احساس اثر جین آستن                                                                                |               |
| آپولو ۱۳                    | William Broyles, Jr. Al Reinert | کتاب Lost Moon اثر جیم لوول و Jeffrey Kluger                                                                 |               |
| عزیز                        | جرج میلر کریس نونان | رمان The Sheep-Pig اثر Dick King-Smith                                                                       |               |
| ترک لاس وگاس                | مایک فیگیس | رمان Leaving Las Vegas اثر John O'Brien                                                                      |               |
| ایل پوستینو: پستچی          | Anna Pavignano (فیلم‌نامه) مایکل ردفورد (فیلم‌نامه) فوریو اسکارپلی (داستان/فیلم‌نامه) Giacomo Scarpelli (داستان/فیلم‌نامه) ماسیمو ترویسی (فیلم‌نامه) (فهرست نامزدان و برندگان جایزه اسکار پس از مرگ) | رمان Ardiente Paciencia اثر آنتونیو اسکارمتا                                                                 |               |
| ۱۹۹۶ (۶۹ام)                 | | |               |
| تیغه فلاخن                  | بیلی باب تورنتون | The short film Some Folks Call It a Sling Blade, written اثر بیلی باب تورنتون                                |               |
| آزمون دشوار                 | آرتور میلر | نمایش‌نامه بوته آزمایش اثر آرتور میلر                                                                         |               |
| بیمار انگلیسی               | آنتونی مینگلا | رمان بیمار انگلیسی اثر مایکل اونداتیه                                                                        |               |
| هملت                        | کنت برانا | نمایش‌نامه هملت اثر ویلیام شکسپیر                                                                             |               |
| رگ‌یابی                      | جان هاج | رمان رگ‌یابی اثر اروین ولش                                                                                    |               |
| ۱۹۹۷ (۷۰ام)                 | | |               |
| محرمانه لس‌آنجلس             | کرتیس هنسن برایان هالگلند | رمان L.A. Confidential اثر جیمز الروی                                                                        |               |
| دنی براسکو                  | پل آتاناسیو | کتاب Donnie Brasco: My Undercover Life in the Mafia اثر Joseph D. Pistone و Richard Woodley                  |               |
| آخرت شیرین                  | آتوم اگویان | رمان The Sweet Hereafter اثر راسل بنکس                                                                       |               |
| سگ را بجنبان                | Hilary Henkin دیوید مامیت | رمان American Hero اثر Larry Beinhart                                                                        |               |
| بال‌های کبوتر                | حسین امینی | رمان The Wings of the Dove اثر هنری جیمز                                                                     |               |
| ۱۹۸۸ (۷۱ام)                 | | |               |
| خدایان و هیولاها            | بیل کاندن | رمان Father of Frankenstein اثر Christopher Bram                                                             |               |
| خارج از دید                 | اسکات فرانک | رمان Out of Sight اثر المور لئونارد                                                                          |               |
| رنگ‌های بنیادین              | الین می | رمان Primary Colors اثر Joe Klein                                                                            |               |
| یک نقشه ساده                | اسکات اسمیت | رمان A Simple Plan اثر اسکات اسمیت                                                                           |               |
| خط باریک سرخ                | ترنس مالیک | رمان The Thin Red Line اثر جیمز جونز                                                                         |               |
| ۱۹۹۹ (۷۲ام)                 | | |               |
| قوانین خانه سایدر           | جان ایروینگ | رمان قوانین خانه سایدر اثر جان ایروینگ                                                                       |               |
| انتخابات                    | الکساندر پین جیم تیلور | رمان Election اثر تام پروتا                                                                                  |               |
| مسیر سبز                    | فرانک دارابونت | رمان مسیر سبز اثر استیون کینگ                                                                                |               |
| نفوذی                       | مایکل مان اریک روث | مقاله "نفوذی" اثر Marie Brenner                                                                              |               |
| آقای ریپلی بااستعداد        | آنتونی مینگلا | رمان آقای ریپلی بااستعداد اثر پاتریشیا های‌اسمیت                                                              |               |

### دهه ۲۰۰۰
| سال                                                                  | فیلم | فیلم‌نامه‌نویس(ها)                                                                                               | اقتباس شده از |
| -------------------------------------------------------------------- | --- | --- | ------------- |
| ۲۰۰۰ (۷۳ام)                                                          | | |               |
| قاچاق                                                                | استیون گیگان | The teleplay Traffik, written اثر Simon Moore                                                                  |               |
| شکلات                                                                | رابرت نلسون جاکوبز | رمان Chocolat اثر جوآن هریس                                                                                    |               |
| ببر خیزان، اژدهای پنهان                                              | Hui-Ling Wang جیمز شیمس Kuo Jung Tsai                                                                                                   | رمان Crouching Tiger, Hidden Dragon اثر Wang Dulu                                                              |               |
| ای برادر، کجایی؟                                                     | برادران کوئن | The epic poem ادیسه اثر هومر                                                                                   |               |
| پسران شگفت‌انگیز                                                      | استیو کلاوز | کتاب Wonder Boys اثر مایکل شیبن                                                                                |               |
| ۲۰۰۱ (۷۴ام)                                                          | | |               |
| ذهن زیبا                                                             | آکیوا گلدسمن | کتاب یک ذهن زیبا اثر Sylvia Nasar                                                                              |               |
| دنیای روح                                                            | دنیل کلوز تری زوئیگاف | The graphic novel دنیای روح اثر دنیل کلوز                                                                      |               |
| در اتاق خواب                                                         | تاد فیلد Rob Festinger | The short story Killings اثر Andre Dubus                                                                       |               |
| ارباب حلقه‌ها: یاران حلقه                                             | فرن والش فیلیپا بوینس پیتر جکسون | رمان یاران حلقه اثر جان رونالد روئل تالکین                                                                     |               |
| شرک                                                                  | تد الیوت Terry Rossio Joe Stillman Roger S. H. Schulman                                                                                 | The picture book Shrek! اثر William Steig                                                                      |               |
| ۲۰۰۲ (۷۵ام)                                                          | | |               |
| پیانیست                                                              | رونالد هاروود | کتاب The Pianist اثر ولادیسلاو اشپیلمان                                                                        |               |
| About a Boy                                                          | پیتر هجز کریس وایتز پال وایتز | رمان About a Boy اثر نیک هورن‌بای                                                                               |               |
| اقتباس                                                               | چارلی کافمن Donald Kaufman | کتاب The Orchid Thief اثر سوزان اورلئان                                                                        |               |
| شیکاگو                                                               | بیل کاندن | The musical play شیکاگو، کتاب اثر باب فاس و فرد اب                                                             |               |
| ساعت‌ها                                                               | دیوید هار | رمان ساعت‌ها اثر مایکل کانینگهام                                                                                |               |
| ۲۰۰۳ (۷۶ام)                                                          | | |               |
| بازگشت پادشاه                                                        | فرن والش فیلیپا بوینس پیتر جکسون | رمان بازگشت پادشاه اثر جان رونالد روئل تالکین                                                                  |               |
| American Splendor                                                    | Shari Springer Berman Robert Pulcini | The comic book series American Splendor اثر هاروی پکار The comic book series Our Cancer Year اثر Joyce Brabner |               |
| شهر خدا                                                              | Bráulio Mantovani | رمان City of God اثر Paulo Lins                                                                                |               |
| رودخانه میستیک                                                       | برایان هالگلند | رمان Mystic River اثر دنیس لهان                                                                                |               |
| سیبیسکوت                                                             | گری راس | کتاب Seabiscuit: An American Legend اثر Laura Hillenbrand                                                      |               |
| ۲۰۰۴ (۷۷ام)                                                          | | |               |
| راه‌های فرعی                                                          | الکساندر پین جیم تیلور | رمان Sideways اثر Rex Pickett                                                                                  |               |
| پیش از غروب                                                          | ریچارد لینکلیتر (داستان/فیلم‌نامه) Kim Krizan (داستان) ژولی دلپی (فیلم‌نامه) ایتن هاک (فیلم‌نامه)                                          | Characters from the film پیش از طلوع, written اثر ریچارد لینکلیتر و Kim Krizan                                 |               |
| در جستجوی ناکجاآباد                                                  | دیوید مگی | نمایش‌نامه The Man Who Was Peter Pan اثر Allan Knee                                                             |               |
| دختر میلیون دلاری                                                    | پل هگیس | کتاب Rope Burns: Stories from the Corner اثر F.X. Toole                                                        |               |
| خاطرات موتورسیلکت                                                    | José Rivera | کتاب Con el Che por America Latina اثر آلبرتو گرانادو کتاب خاطرات موتور سیکلت اثر چه گوارا                     |               |
| ۲۰۰۵ (۷۸ام)                                                          | | |               |
| کوهستان بروکبک                                                       | لاری مک‌مورتی دایانا اسانا | The short story "کوهستان بروکبک (داستان کوتاه)" اثر آنی پرولکس                                                 |               |
| کاپوتی                                                               | دن فوترمن | کتاب Capote اثر جرالد کلارک                                                                                    |               |
| باغبان وفادار                                                        | Jeffrey Caine | رمان The Constant Gardener اثر ژان لو کره                                                                      |               |
| سابقه خشونت                                                          | Josh Olson | The graphic novel سابقه خشونت اثر John Wagner و Vince Locke                                                    |               |
| مونیخ                                                                | تونی کوشنر اریک روث | کتاب Vengeance: The True Story of an Israeli Counter-Terrorist Team اثر George Jonas                           |               |
| ۲۰۰۶ (۷۹ام)                                                          | | |               |
| رفتگان                                                               | ویلیام موناهان | امور دوزخی, اثر Alan Mak و فلیکس چونگ                                                                          |               |
| بورات: یادگیری‌های فرهنگی آمریکا برای انجام منفعت ملت پرشکوه قزاقستان | ساشا بارون کوهن (داستان/فیلم‌نامه) Peter Baynham (داستان/فیلم‌نامه) Anthony Hines (داستان/فیلم‌نامه) دن مازر (فیلم‌نامه) تاد فلیپس (داستان) | The character بورات ساگدیف، from the television series Da Ali G Show, created اثر ساشا بارون کوهن              |               |
| فرزندان انسان                                                        | آلفونسو کوارون Timothy J. Sexton David Arata مارک فرگوس و هاوک اوتسبی                                                                   | رمان The Children of Men اثر P. D. James                                                                       |               |
| بچه‌های کوچک                                                          | تاد فیلد تام پروتا | رمان Little Children اثر تام پروتا                                                                             |               |
| یادداشت‌هایی بر یک رسوایی                                             | پاتریک ماربر | رمان Notes on a Scandal اثر Zoë Heller                                                                         |               |
| ۲۰۰۷ (۸۰ام)                                                          | | |               |
| جایی برای پیرمردها نیست                                              | جوئل کوئن ایتن کوئن | رمان این‌جا جای پیرمردها نیست اثر چارلز مک‌کارتی                                                                 |               |
| کفاره                                                                | کریستوفر همپتون | رمان تاوان اثر ایان مک‌یوون                                                                                     |               |
| دور از او                                                            | سارا پلی | The short story The Bear Went Over the Mountain اثر آلیس مونرو                                                 |               |
| لباس غواصی و پروانه                                                  | رونالد هاروود | کتاب لباس غواصی و پروانه اثر ژان دومینیک بوبی                                                                  |               |
| خون به پا خواهد شد                                                   | پل توماس آندرسن | رمان Oil! اثر آپتن سینکلر                                                                                      |               |
| ۲۰۰۸ (۸۱ام)                                                          | | |               |
| میلیونر زاغه‌نشین                                                     | سایمن بوفوی | رمان Q & A اثر Vikas Swarup                                                                                    |               |
| مورد عجیب بنجامین باتن                                               | اریک روث (داستان/فیلم‌نامه) Robin Swicord (داستان)                                                                                       | The short story "The Curious Case of Benjamin Button" اثر اف. اسکات فیتزجرالد                                  |               |
| تردید                                                                | جان پاتریک شنلی | نمایش‌نامه Doubt: A Parable اثر جان پاتریک شنلی                                                                 |               |
| Frost/Nixon                                                          | پیتر مورگان | نمایش‌نامه Frost/Nixon اثر پیتر مورگان                                                                          |               |
| کتاب‌خوان                                                             | دیوید هار | رمان کتاب‌خوان اثر برنهارد شلینک                                                                                |               |
| ۲۰۰۹ (۸۲ام)                                                          | | |               |
| پرشس Precious: Based on رمان "Push" by Sapphire                      | جفری اس فلچر | رمان Push اثر Sapphire                                                                                         |               |
| منطقه ۹                                                              | نیل بلومکمپ تری تچل | فیلم کوتاه Alive in Joburg اثر Neill Blomkamp                                                                  |               |
| یک تجربه                                                             | نیک هورن‌بای | کتاب An Education اثر Lynn Barber                                                                              |               |
| در چرخه                                                              | Jesse Armstrong Simon Blackwell آرماندو یانوچی Tony Roche                                                                               | The character Malcolm Tucker, from the television series The Thick of It, created اثر آرماندو یانوچی           |               |
| بالا در آسمان                                                        | جیسون رایتمن شلدن ترنر | رمان Up in the Air اثر Walter Kirn                                                                             |               |

### دهه ۲۰۱۰
-

-

| سال                              | فیلم                                                                               | فیلم‌نامه‌نویس(ها) | اقتباس شده از |
| -------------------------------- | ---------------------------------------------------------------------------------- | --- | ------------- |
| ۲۰۱۰ (۸۳ام)                      |                                                                                    | |               |
| شبکه اجتماعی                     | آرون سورکین                                                                        | کتاب The Accidental Billionaires اثر Ben Mezrich |               |
| ۱۲۷ ساعت                         | دنی بویل سایمن بوفوی                                                               | کتاب Between a Rock and a Hard Place اثر آرون رالستون |               |
| داستان اسباب‌بازی ۳               | مایکل آرندت (فیلم‌نامه) جان لستر (داستان) اندرو استنتون (داستان) لی آنکریچ (داستان) | Characters from the film داستان اسباب‌بازی, written اثر جان لستر، پیت داکتر، اندرو استنتون، جو رنفت، جاس ویدون، Joel Cohen، و Alec Sokolow Characters from the film داستان اسباب‌بازی ۲, written اثر جان لستر، پیت داکتر، اش برانون، اندرو استنتون، Rita Hsiao, Doug Chamberlin، و Chris Webb |               |
| شجاعت واقعی                      | جوئل کوئن ایتن کوئن                                                                | رمان True Grit اثر Charles Portis |               |
| زمستان استخوان‌سوز                | دبرا گرانیک Anne Rosellini                                                         | رمان Winter's Bone اثر Daniel Woodrell |               |
| ۲۰۱۱ (۸۴ام)                      |                                                                                    | |               |
| فرزندان                          | الکساندر پین نت فکسون جیم رش                                                       | رمان The Descendants اثر Kaui Hart Hemmings |               |
| هوگو                             | جان لوگان                                                                          | رمان The Invention of Hugo Cabret اثر Brian Selznick |               |
| نیمه ماه مارس                    | جرج کلونی گرانت هسلو بو ویلیمن                                                     | نمایش‌نامه Farragut North اثر بو ویلیمن |               |
| مانیبال                          | استیون زایلیان (فیلم‌نامه) آرون سورکین (فیلم‌نامه) Stan Chervin (داستان)             | کتاب Moneyball اثر مایکل لیوایز |               |
| بندزن خیاط سرباز جاسوس           | Bridget O'Connor (posthumous nomination) Peter Straughan                           | رمان Tinker, Tailor, Soldier, Spy اثر ژان لو کره |               |
| ۲۰۱۲ (۸۵ام)                      |                                                                                    | |               |
| آرگو                             | کریس تریو                                                                          | کتاب The Master of Disguise اثر تونی مندز The article "The Great Escape" اثر Joshuah Bearman |               |
| جانوران حیات وحش جنوب            | Lucy Alibar بن زایتلین                                                             | نمایش‌نامه Juicy and Delicious by Lucy Alibar |               |
| زندگی پی                         | دیوید مگی                                                                          | رمان زندگی پی اثر یان مارتل |               |
| لینکلن                           | تونی کوشنر                                                                         | کتاب Team of Rivals: The Political Genius of Abraham Lincoln اثر دوریس کیرنس گودوین |               |
| دفترچه امیدبخش                   | دیوید او. راسل                                                                     | رمان The Silver Linings Playbook اثر متیو کوئیک |               |
| ۲۰۱۳ (۸۶ام)                      |                                                                                    | |               |
| ۱۲ سال بردگی                     | جان ریدلی                                                                          | The memoir 12 Years a Slave اثر سالومون نورثاپ. |               |
| پیش از نیمه‌شب                    | ریچارد لینکلیتر ژولی دلپی ایتن هاک                                                 | Characters from the film پیش از طلوع, اثر ریچارد لینکلیتر و Kim Krizan |               |
| کاپیتان فیلیپس                   | بیلی ری                                                                            | کتاب A Captain's Duty اثر ریچارد فیلیپس، Stephan Talty |               |
| فیلومنا                          | استیو کوگان جف پاپ                                                                 | کتاب The Lost Child of Philomena Lee اثر Martin Sixsmith |               |
| گرگ وال استریت                   | ترنس وینتر                                                                         | The memoir The Wolf of Wall Street اثر جردن بلفورت |               |
| ۲۰۱۴ (۸۷ام)                      |                                                                                    | |               |
| بازی تقلید                       | گراهام مور                                                                         | کتاب Alan Turing: The Enigma, written اثر Andrew Hodges |               |
| تک‌تیرانداز آمریکایی              | Jason Hall                                                                         | زندگینامه تک‌تیرانداز آمریکایی اثر کریس کایل، Scott McEwan، و Jim DeFelice |               |
| خباثت ذاتی                       | پل توماس اندرسن                                                                    | رمان Inherent Vice اثر توماس پینچن |               |
| نظریه همه‌چیز                     | آنتونی مک‌کارتن                                                                     | کتاب Travelling to Infinity: My Life with Stephen Hawking اثر Jane Wilde Hawking |               |
| شلاق                             | دیمین شزل                                                                          | The short film Whiplash اثر دیمین شزل |               |
| ۲۰۱۵ (۸۸ام)                      |                                                                                    | |               |
| رکود بزرگ                        | آدام مک‌کی چارلز راندولف                                                            | کتاب رکود بزرگ اثر مایکل لیوایز |               |
| بروکلین                          | نیک هورن‌بای                                                                        | رمان بروکلین اثر کولم توبین |               |
| کارول                            | فیلیس نیگی                                                                         | رمان The Price of Salt اثر پاتریشیا های‌اسمیت |               |
| مریخی                            | درو گودارد                                                                         | رمان مریخی اثر اندی ویر |               |
| اتاق                             | اما داناهیو                                                                        | رمان اتاق اثر اما داناهیو |               |
| ۲۰۱۶ (۸۹ام)                      |                                                                                    | |               |
| مهتاب                            | بری جنکینز (فیلم‌نامه) تارل الوین مکرینی (داستان)                                   | نمایش‌نامه در مهتاب پسران سیاه آبی به‌نظر می‌رسند اثر مک‌کرانی |               |
| ورود                             | اریک هیزرر                                                                         | داستان کوتاه داستان زندگی تو اثر تد چیانگ |               |
| حصارها                           | آگوست ویلسون (پس از مرگ)                                                           | نمایش‌نامه‌ای از ویلسون |               |
| ارقام پنهان                      | تئودور ملفی و الیسون شرودر                                                         | کتابی از مارگوت لی شترلی |               |
| شیر                              | لوک دیویس                                                                          | خاطرات راهی طولانی به خانه اثر سارو برایرلی و لری باتروز |               |
| ۲۰۱۷ (۹۰ام)                      |                                                                                    | |               |
| مرا با نامت صدا کن               | جیمز آیووری                                                                        | رمانی از آندره آسیمان |               |
| هنرمند فاجعه                     | اسکات نویشتتا و مایکل اچ وبر                                                       | کتابی از گرگ سسترو و تام بیزل |               |
| لوگان                            | اسکات فرانک، مایکل گرین و جیمز منگولد (فیلم‌نامه/داستان)                            | شخصیت‌ها از مردان ایکس (کمیک) و مردان ایکس (مجموعه‌فیلم) |               |
| بازی مالی                        | آرون سورکین                                                                        | خاطرات مالی بلوم |               |
| گل‌گرفته                          | دی ریس و ویرژیل ویلیامز                                                            | رمانی از هیلاری جردن |               |
| ۲۰۱۸ (۹۱ام)                      |                                                                                    | |               |
| بلکککلنزمن                       | اسپایک لی دیوید رابینویچ چارلی وچل کوین ویلموت                                     | خاطرات ران استالورث |               |
| تصنیف باستر اسکراگز              | برادران کوئن                                                                       | داستانهای کوتاه تمام طلای تنگه از جک لندن و دختری که گله کرد از استیوارت ادوارد وایت |               |
| هرگز می‌توانی مرا ببخشی؟          | نیکول هولوفسنر جف ویتی                                                             | خاطرات لی ایزریل |               |
| اگر خیابان بیل می‌توانست حرف بزند | بری جنکینز                                                                         | رمانی از جیمز بالدوین |               |
| ستاره‌ای متولد شده‌است             | بردلی کوپر ویل فترز اریک راث                                                       | فیلمی از ماس هارت در سال ۱۹۵۴، فیلمی از فرانک پیرسون، ژوان دیدیون و جان گرگوری دون در سال ۱۹۷۶ و داستانی از رابرت کارسون و ویلیام ولمن |               |
| ۲۰۱۹ (۹۲ام)                      |                                                                                    | |               |
| جوجو خرگوشه                      | تایکا وایتیتی                                                                      | رمان Caging Skies نوشتهٔ کریستین لوننز |               |
| مرد ایرلندی (فیلم ۲۰۱۹)          | استیون زایلیان                                                                     | کتاب شنیده‌ام خانه‌ها را رنگ می‌کنی نوشتهٔ چارلز برنت |               |
| جوکر                             | تاد فیلیپس اسکات سیلور                                                             | بر اساس شخصیت‌های کتاب کمیک بیل فینگر، باب کین و جری رابینسون |               |
| زنان کوچک                        | گرتا گرویگ                                                                         | رمان زنان کوچک نوشتهٔ لوییزا می الکات |               |
| دو پاپ                           | آنتونی مک‌کارتن                                                                     | نمایشنامهٔ «پاپ» ساخته مک کارتن |               |

### دههٔ ۲۰۲۰
| سال       | فیلم                           | نامزدی | منبع اصلی                                                                                              |
| --------- | ------------------------------ | --- | --- |
| ۲۰۲۰ ۹۳ام | پدر                            | کریستوفر همپتون و فلوریان زلر | نمایش پدر از زلر                                                                                       |
| ۲۰۲۰ ۹۳ام | بورات ۲                        | Screenplay: ساشا بارون کوهن، پیتر بینهام، Jena Friedman, Anthony Hines, Lee Kern, دن مازر، Erica Rivinoja & Dan Swimer; Story: Baron Cohen, Hines, Nina Pedrad & Swimer | بورات ساگدیف by Baron Cohen                                                                            |
| ۲۰۲۰ ۹۳ام | سرزمین خانه‌به‌دوش‌ها             | کلویی ژائو | کتاب از Jessica Bruder                                                                                 |
| ۲۰۲۰ ۹۳ام | یک شب در میامی                 | Kemp Powers | نمایش از پاورز                                                                                         |
| ۲۰۲۰ ۹۳ام | ببر سفید                       | رامین بحرانی | ببر سفید از آراویند آدیگا                                                                              |
| ۲۰۲۱ ۹۴ام | کودا                           | شان هیدر | The film La Famille Bélier by Victoria Bedos, توماس بیدگین، Stanislas Carré de Malberg & Éric Lartigau |
| ۲۰۲۱ ۹۴ام | ماشین مرا بران                 | ریوسوکی هاماگوچی & Takamasa Oe | مردان بدون زن از هاروکی موراکامی                                                                       |
| ۲۰۲۱ ۹۴ام | تلماسه                         | اریک راث، جان اسپیتز & دنی ویلنوو | تلماسه از فرانک هربرت                                                                                  |
| ۲۰۲۱ ۹۴ام | دختر گم‌شده                     | مگی جیلنهال | رمان از النا فرانته                                                                                    |
| ۲۰۲۱ ۹۴ام | قدرت سگ                        | جین کمپیون | رمان از تامس سویج                                                                                      |
| ۲۰۲۲ ۹۵ام | حرف‌های زنانه                   | سارا پلی | رمان نوشتهٔ میریام تووز                                                                                 |
| ۲۰۲۲ ۹۵ام | در جبهه غرب خبری نیست          | ادوارد برگر، لسلی پاترسون و ایان استوکل | در جبهه غرب خبری نیست نوشتأ اریش ماریا رمارک                                                           |
| ۲۰۲۲ ۹۵ام | گلس آنین: یک چاقوکشی اسرارآمیز | ریان جانسن | شخصیت بنوا بلانک، از فیلم چاقوکشی از جانسن                                                             |
| ۲۰۲۲ ۹۵ام | زندگی                          | کازوئو ایشی‌گورو | فیلم زیستن از شینوبو هاشیموتو، آکیرا کوروساوا و هیدئو اوگونی                                           |
| ۲۰۲۲ ۹۵ام | تاپ گان: ماوریک                | فیلم‌نامه: ایرن کروگر، کریستوفر مک‌کوری و اریک وارن سینگر; داستان: پیتر کریگ و جاستین مارکس                                                                               | شخصیت‌های تاپ گان از جیم کش و جک اپس جونیور                                                             |
| ۲۰۲۳ ۹۶ام | داستان آمریکایی                | کورد جفرسون | رمان Erasure اثر Percival Everett                                                                      |
| ۲۰۲۳ ۹۶ام | باربی                          | نوآ بامباک و گرتا گرویگ | شخصیت‌ها ساختهٔ روث هندلر                                                                                |
| ۲۰۲۳ ۹۶ام | اوپنهایمر                      | کریستوفر نولان | کتاب پرومته آمریکایی اثر Kai Bird & Martin J. Sherwin                                                  |
| ۲۰۲۳ ۹۶ام | بیچارگان                       | تونی مک‌نامارا | رمان بیچارگان اثر آلاسدایر گری                                                                         |
| ۲۰۲۳ ۹۶ام | منطقه دلخواه                   | جاناتان گلیزر | رمان اثر مارتین ایمیس                                                                                  |
| ۲۰۲۴ ۹۷ام | مجمع کاردینال‌ها (فیلم)         | پیتر استران | مجمع کاردینال‌ها (رمان) اثر رابرت هریس                                                                  |
| ۲۰۲۴ ۹۷ام | یک ناشناخته کامل               | جی کاکس و جیمز منگولد | |
| ۲۰۲۴ ۹۷ام | امیلیا پرز                     | ژاک اودیار و توماس بیدگین و نیکلاس لیوکی و لئا میسیوس | |
| ۲۰۲۴ ۹۷ام | پسران نیکل (فیلم)              | جاسلین بارنز و رامل راس | |
| ۲۰۲۴ ۹۷ام | سینگ سینگ (فیلم ۲۰۲۳)          | گرگ کویدار و کلارنس مکلین | |

## رکوردداران
- برنده بیشترین جایزه اسکار بهترین فیلم‌نامه اقتباسی (۲ بار)

| - جوزف ال. منکیه‌ویچ (۱۹۵۱–۱۹۵۰) - جرج سیتون - رابرت بولت (۱۹۶۶–۱۹۶۵) - فرانسیس فورد کوپولا - ماریو پوزو | - آلوین سارجنت - روث پرآور جابوالا - روث پرآور جابوالا - الکساندر پین - مایکل ویلسون |

- فرانسیس ماریون نخستین بانوی برنده جایزه
- فیلیپ جی. اپستاین و جولیوس جی. اپستاین نخستین خویشاوند برنده جایزه
- اما تامسون تنها برنده‌ای که همچنین در رشته بازیگری نیز برنده جایزه شده
- فرن والش و پیتر جکسون زن و شوهر برنده جایزه
- فرانسیس فورد کوپولا و ویلیام گولدمن برندگان دو جایزه اسکار بهترین فیلم‌نامه اقتباسی و غیر اقتباسی